# Isanthrene phyleis
Isanthrene phyleis är en fjärilsart som beskrevs av Druce 1883. Isanthrene phyleis ingår i släktet Isanthrene och familjen björnspinnare. Inga underarter finns listade i Catalogue of Life.